# Correspondance de Galois
 (novembre 2024).
Si vous disposez d'ouvrages ou d'articles de référence ou si vous connaissez des sites web de qualité traitant du thème abordé ici, merci de compléter l'article en donnant les références utiles à sa vérifiabilité et en les liant à la section « Notes et références ».
En mathématiques, une correspondance de Galois antitone est une généralisation, pour deux ordres partiels quelconques, de la correspondance entre sous-corps d'une extension galoisienne et sous-groupes de son groupe de Galois. Une correspondance de Galois isotone se définit de façon analogue, en inversant l'ordre sur le deuxième ensemble. Cette notion est reliée à celle d'opérateur de clôture.

## Correspondance antitone
Soient {\displaystyle m_{1}:P\to Q} et {\displaystyle m_{2}:Q\to P} des fonctions définies sur deux ensembles ordonnés {\displaystyle (P,\leq _{P})} et {\displaystyle (Q,\leq _{Q})}. On vérifie facilement l'équivalence des deux définitions suivantes.
Première définition :
{\displaystyle (m_{1},m_{2})} est une correspondance de Galois antitone si {\displaystyle m_{1}} et {\displaystyle m_{2}} sont décroissantes et si {\displaystyle m_{2}\circ m_{1}} et {\displaystyle m_{1}\circ m_{2}} sont extensives, c.-à-d. vérifient (pour tout élément p de P et tout élément q de Q) :
{\displaystyle p\leq _{P}m_{2}(m_{1}(p))\qquad {\text{et}}\qquad q\leq _{Q}m_{1}(m_{2}(q))~.}
Deuxième définition : {\displaystyle (m_{1},m_{2})} est une correspondance de Galois antitone si {\displaystyle m_{1}} et {\displaystyle m_{2}} vérifient (pour tout élément p de P et tout élément q de Q) :
{\displaystyle q\leq _{Q}m_{1}(p)\Leftrightarrow p\leq _{P}m_{2}(q)~.}

## Correspondance isotone
Avec les mêmes notations que précédemment, une correspondance isotone de {\displaystyle (P,\leq _{P})} vers {\displaystyle (Q,\leq _{Q})} est, au sens de variation de {\displaystyle m_{1}} et {\displaystyle m_{2}} près (elles sont maintenant supposées croissantes), une correspondance antitone entre {\displaystyle (P,\leq _{P})} et l'ensemble ordonné {\displaystyle (Q,\leq _{Q}^{op})}, où {\displaystyle \leq _{Q}^{op}} désigne l'ordre opposé (ou « ordre dual ») de {\displaystyle \leq _{Q}}. Autrement dit :
Première définition :
{\displaystyle (m_{1},m_{2})} est une correspondance de Galois isotone si {\displaystyle m_{1}} et {\displaystyle m_{2}} sont croissantes et si (pour tout élément p de P et tout élément q de Q) :
{\displaystyle p\leq _{P}m_{2}(m_{1}(p))\qquad {\text{et}}\qquad m_{1}(m_{2}(q))\leq _{Q}q~.}
Deuxième définition : {\displaystyle (m_{1},m_{2})} est une correspondance de Galois isotone si (pour tout élément p de P et tout élément q de Q) :
{\displaystyle m_{1}(p)\leq _{Q}q\Leftrightarrow p\leq _{P}m_{2}(q)~.}

## Propriétés
Soit {\displaystyle (m_{1},m_{2})} une correspondance de Galois comme ci-dessus (antitone ou isotone).
- {\displaystyle m_{2}\circ m_{1}} et {\displaystyle m_{1}\circ m_{2}} sont croissantes.
- {\displaystyle m_{2}\circ m_{1}\circ m_{2}=m_{2}} (et {\displaystyle m_{1}\circ m_{2}\circ m_{1}=m_{1}}), si bien que {\displaystyle m_{2}\circ m_{1}} et {\displaystyle m_{1}\circ m_{2}} sont idempotentes.
- {\displaystyle m_{2}\circ m_{1}} est un opérateur de clôture sur {\displaystyle (P,\leq _{P})} (puisqu'elle est de plus extensive).
- Dans le cas antitone, {\displaystyle m_{1}\circ m_{2}} est de même un opérateur de clôture sur {\displaystyle (Q,\leq _{Q})}.
- Réciproquement, tout opérateur de clôture c sur un ensemble ordonné {\displaystyle (P,\leq _{P})} est de la forme {\displaystyle m_{2}\circ m_{1}} pour une certaine correspondance de Galois[1], en choisissant par exemple pour Q l'image de c (muni de l'ordre induit ou de son opposé, selon qu'on souhaite construire une correspondance isotone ou antitone), pour {\displaystyle m_{1}} la corestriction de c à Q, et pour {\displaystyle m_{2}} l'injection canonique de Q dans P.

## Note
1. ↑  (en) T. S. Blyth, Lattices and Ordered Algebraic Structures, Springer, 2005  (ISBN 978-1-85233-905-0), p. 10.